# Verena Ruprecht
Verena Ruprecht (Klagenfurt) és una científica austríaca, doctora en biologia, professora de cursos internacionals i cap del programa de biologia cel·lular i biologia del desenvolupament al Centre de Regulació Genòmica (CRG) de Barcelona.
El grup de recerca liderat per Ruprecht estudia el desenvolupament de l’organisme utilitzant el peix zebra com a sistema model i adoptant un enfocament interdisciplinari que implica biologia cel·lular i biologia molecular, imatges i eines matemàtiques per obtenir informació sobre l'escala de molècules, cèl·lules i teixits.
El treball de Ruprecht podria arribar a tenir importants aplicacions clíniques que permetessin en el futur millorar mètodes i estàndards de detecció per avaluar la qualitat dels embrions utilitzats a les clíniques de fertilitat o també assolir una millor comprensió del desenvolupament de la resposta immunitària i de com es pot estimular aquesta resposta a l'edat adulta.
L'any 2020, Verena Ruprecht va ser una de les 30 científiques seleccionades com a EMBO Young Investigator, passant a formar part de la xarxa de membres del programa EMBO.